# Revúcka Lehota
Revúcka Lehota es un municipio del distrito de Revúca en la región de Banská Bystrica, Eslovaquia, con una población estimada a final del año 2024 de 318 habitantes.
Se encuentra ubicado al este de la región, en la cuenca hidrográfica del río Sajó —un afluente derecho del río Tisza— y cerca de la frontera con la región de Košice.

## Demografía
| Año        | 1994 | 2004    | 2014    | 2024    |
| ---------- | ---- | ------- | ------- | ------- |
| Población  | 339  | 328     | 322     | 318     |
| Diferencia |      | −3,24 % | −1,82 % | −1,24 % |

| Año        | 2023 | 2024    |
| ---------- | ---- | ------- |
| Población  | 307  | 318     |
| Diferencia |      | +3,58 % |